# School of Roars
School of Roars è un cartone animato britannico creato appositamente per bambini in età prescolare che racconta le avventure di cinque piccoli mostri: Burlagiù, Iammi, Mipa, Minilù e Wingy che vanno a scuola accompagnati dalla loro insegnante, la maestra Stanacapricci.
La serie venne mandata in onda su CBeebies nel 2017. In Italia arrivò un anno dopo, trasmesso per la prima volta su DeA Junior, e poi a dicembre 2018 su Rai Yoyo. 
Il cartone permette ai bambini a prepararsi alla vita scolastica affrontando vari temi come: l'amicizia, il divertimento, condivisione dei giochi, la cura di sé stessi e le prime emozioni.

## Distribuzione in DVD
La serie è uscita anche in DVD, distribuita da Koch Media.

## Personaggi
- Burlagiù (Wufflebump nella versione originale): è un mostro viola simile ad un rinoceronte ed è anche il più grande della classe. Adora giocare con il suo migliore amico Iammi ma anche con gli altri mostri, ha anche un cane di nome Bauberto. (Voce originale: Che Grand; Doppiaggio italiano: Daniela Abbruzzese).
- Iammi (Yummble nella versione originale): è un mostro arancione a tre occhi ed è anche un gran golosone, il suo migliore amico è Burlagiù e ha anche un fratellino e una sorellina. (Voce originale: Max Pattison; Doppiaggio italiano: Barbara Pitotti).
- Mipa (Meepa nella versione originale): è un mostro verde a quattro braccia, porta sempre un fiocco viola in testa ed è anche una gran chiacchierona. (Voce originale: Ellie Gee; Doppiaggio italiano: Sara Labidi).
- Minilù (Icklewoo nella versione originale): è un mostro giallo simile ad una capra ed è la più piccola della classe. È molto timida ma ha una grande immaginazione e un "grrr" molto forte. (Voce originale: Rosie Copper-Kelly; Doppiaggio italiano: Laura Amadei).
- Wingy (Wingston nella versione originale): è un mostro azzurro ed è l'unico che può volare e porta gli occhiali. (Voce originale: Ben Guiver; Doppiaggio italiano: Alessandra Cerruti).
- Maestra Stanacapricci (Miss Grizzlesniff nella versione originale): simile ad un dinosauro, è l'insegnante della scuola (Voce originale: Kathy Burke; Doppiaggio italiano: Beatrice Margiotti).
- Maestro Minestrone (Mr Marrow nella versione originale): è il cuoco della scuola (Voce originale: Andrew Scott; Doppiaggio italiano: Luca Violini)
- Bauberto (Growlbert nella versione originale): è il cane di Burlagiù.
- Direttrice Tornadetta: è la direttrice della scuola.
- Glop (Glog nella versione originale): è il cugino di Minilù.
- Infermiera Starnutina (Nurse Snezzle nella versione originale): è la dottoressa della scuola, sempre pronta quando c'è un'emergenza.
- Brian (Si pronuncia Braian): è il pupazzetto umano della scuola.
- Il narratore: si sente parlare solo all'inizio e alla fine della puntata. (Voce originale: Andrew Scott; Doppiaggio italiano: Francesco Testa).

## Episodi

### Stagione 1 (2017-2018)
1. Mostra e racconta (11 Settembre 2017)
2. Migliori amici (12 Settembre 2017)
3. Papà è in ritardo (13 Settembre 2017)
4. Voglio Brian 14 Settembre 2017)
5. La recita (15 Settembre 2017)
6. Torna presto maestra (16 Settembre 2017)
7. Il dentino ballerino (17 Settembre 2017)
8. La foto di classe (18 Settembre 2017)
9. Bu! (19 Settembre 2017)
10. I desideri dei piccoli mostri (20 Settembre 2017)
11. Dire la verità (21 Settembre 2017)
12. Il fratello maggiore (22 Settembre 2017)
13. L'infermiera Mipa (23 Settembre 2017)
14. Chi è il più alto? (24 Settembre 2017)
15. La panchina degli amici (25 Settembre 2017)
16. Il racconto del weekend (26 Settembre 2017)
17. Pigiama party (27 Settembre 2017)
18. Il gioco dei travestimenti (28 Settembre 2017)
19. Il mostro-luna (29 Settembre 2017)
20. Un piccolo inconveniente (30 Settembre 2017)
21. Eric lo scheletro (1 Ottobre 2017)
22. Un mostro molto importante (2 Ottobre 2017)
23. Il coro dei mostri (3 Ottobre 2017)
24. Capoclasse (4 Ottobre 2017)
25. Gli occhiali salterini (5 Ottobre 2017)
26. La vittoria di Wingy (6 Ottobre 2017)
27. La giornata del mostrolibro (19 Febbraio 2018)
28. Op-là (20 Febbraio 2018)
29. Mostrocucciolo (21 Febbraio 2018)
30. La capsula del tempo (22 Febbraio 2018)
31. Il vecchio monopattino (23 Febbraio 2018)
32. Buon compleanno Starnutina (24 Febbraio 2018)
33. Non si copia! (25 Febbraio 2018)
34. Cappelli mostravigliosi (26 Febbraio 2018)
35. L'albero dei giochi (27 Febbraio 2018)
36. Non vantarti troppo! (28 Febbraio 2018)
37. Mostrorso (1 Marzo 2018)
38. Il mostro-scherzo (2 Marzo 2018)
39. Glop (3 Marzo 2018)
40. I pidocchiostri (4 Marzo 2018)
41. L'ispettrice Mordicchia (5 Marzo 2018)
42. L'insalata pappolosa (6 Marzo 2018)
43. La notte dello sport (7 Marzo 2018)
44. Una nuova amica (8 Marzo 2018)
45. Piccole bugie (9 Marzo 2018)
46. La brigata del drago (10 Marzo 2018)
47. Oggetti smarriti (11 Marzo 2018)
48. Mostroaquiloni (12 Marzo 2018)
49. La marcia della banda (13 Marzo 2018)
50. I fagioli cicciosi (14 Marzo 2018)
51. Giocattoli (15 Marzo 2018)
52. La nevicata (16 Marzo 2018)

### Stagione 2 (2021-2022)
1. La biblioteca della scuola (13 Settembre 2021)
2. La mostroposta (14 Settembre 2021)
3. Zampe e artigli (15 Settembre 2021)
4. Il Club della colazione (16 Settembre 2021)
5. Il giornalino della scuola (17 Settembre 2021)
6. Ringo (18 Settembre 2021)
7. Zannella Zannestorte (19 Settembre 2021)
8. Lo spettacolo di burattini (20 Settembre 2021)
9. Capricciolandia (21 Settembre 2021)
10. La pianta brontolana (22 Settembre 2021)
11. Uova di Zamp-asqua (23 Settembre 2021)
12. Un virus nel computer (24 Settembre 2021)
13. La sfilata delle zucche (25 Settembre 2021)
14. La bancerella di Mipa (26 Settembre 2021)
15. La mangiatoia per gli uccelli (27 Settembre 2021)
16. La mostrogrotta (28 Settembre 2021)
17. Saltare la fila (29 Settembre 2021)
18. La scatola della noia (30 Settembre 2021)
19. Gli occhiali speciali (1 Ottobre 2021)
20. Tutti dall'infermiera Starnutina! (2 Ottobre 2021)
21. Il gingante brontolone (3 Ottobre 2021)
22. Tortine piccanti (4 Ottobre 2021)
23. Mostriciattoli grandi (5 Ottobre 2021)
24. Il maestro Bla-bla-bla (6 Ottobre 2021)
25. Un mostro interexssante (7 Ottobre 2021)
26. Il mago dei numeri (8 Ottobre 2021)
27. Un safari bizzarro (9 Ottobre 2021)
28. Vacanza in campeggio (10 Ottobre 2021)
29. Lo spettacolo circense (22 Luglio 2022)
30. Artiglio glaciale (23 Luglio 2022)
31. La mostro-sitter (24 Luglio 2022)
32. Gita allapalude (25 Luglio 2022)
33. La stella cometa (26 Luglio 2022)
34. Festa di classe (27 Luglio 2022)
35. Che ora è? (28 Luglio 2022)
36. La mamma di Wingy (29 Luglio 2022)
37. Il ballo scolastico (30 Luglio 2022)
38. La parata dei carri (31 Luglio 2022)
39. Gara di fiuto (1 Agosto 2022)
40. Il mostro-mistero (2 Agosto 2022)
41. Unica al mondo (3 Agosto 2022)
42. La Squadra dei Supermostroanimali (4 Agosto 2022)
43. La maialina porcospinata (5 Agosto 2022)
44. Il mostro disordinato (6 Agosto 2022)
45. Miniblù (7 Agosto 2022)
46. Il club di Iammi (8 Agosto 2022)
47. Pioggia di melma (9 Agosto 2022)
48. I disegni sbagliati (10 Agosto 2022)
49. Il mio eroe (11 Agosto 2022)
50. La super bava (12 Agosto 2022)
51. Caccia al tesoro (13 Agosto 2022)
52. La prima volta (14 Agosto 2022)